# Římskokatolická farnost Břest
Římskokatolická farnost Břest je územní společenství římských katolíků s farním kostelem svatého Jakuba v děkanátu Kroměříž.

## Historie farnosti
První písemná zmínka o obci pochází z roku 1220, kostel je poprvé připomínám roku 1517. Základy dnešního kostela pocházejí z konce 16. století, po požáru v roce 1679 byl na začátku 18. století obnoven a byla přistaven věž.

## Duchovní správci
Do června 2019 byl administrátorem excurrendo R. D. Mgr. Jiří Putala. V letech 2019-2025 byl administrátorem excurrendo ustanoven R. D. Mgr. Stanislav Trčka. Od 1.7.2025 je administratorem excurrendo z Kroměříže P. Josef Konečný.

## Bohoslužby
| Kostel         | Místo | Bohoslužba (den)    | Hodina                                   | Poznámka     |
| -------------- | ----- | ------------------- | ---------------------------------------- | ------------ |
| svatého Jakuba | Břest | neděle středa pátek | 9.30 17.00 (zimní čas)/18.00 (letní čas) | farní kostel |

## Duchovní pocházející z farnosti
Rodákem z Břestu byl starobrněnský augustiniánský opat František Bařina.

## Aktivity ve farnosti
Ve farnosti se pravidelně koná tříkrálová sbírka.
V říjnu 2018 ve farnosti uděloval svátost biřmování biskup Josef Nuzík. 